# 抗原連続変異
抗原連続変異(英: antigenic drift、抗原ドリフト) とは免疫系によって認識されるウイルスゲノムの突然変異の無作為な蓄積の過程。このような蓄積によりウイルスの抗原性が著しく変化し、免疫系による攻撃からの回避を助けることがある。この過程は免疫性の喪失あるいは特定のウイルス株に対するワクチンの効果の喪失を誘導することがある。抗原連続変異によって新しく別の種への感染を可能とすることがある。

## インフルエンザウイルスの抗原連続変異
インフルエンザウイルスではヘマグルチニンとノイラミニダーゼ(en:neuraminidase)（ウイルス・ノイラミニダーゼ）の2種の表面タンパク質に関連する遺伝子がある。ヘマグルチニンはウイルスの上皮細胞への侵入に関与し、ノイラミニダーゼは子ウイルスの宿主細胞からの出芽に関与する。インフルエンザウイルス感染に対する宿主の免疫反応は主にインフルエンザ抗原を宿主の免疫系が認識することにより機能する。ワクチンの不適合は潜在的に深刻な問題である。抗原連続変異はインフルエンザウイルス株における遺伝子の変化の持続的な作用である。
ウイルスのRNAポリメラーゼは校正機構を有さないため、RNAウイルスであるインフルエンザウイルスでは突然変異が頻繁に発生する。表面タンパク質の変化は宿主の免疫からの回避を可能とし、重要な研究テーマとなっている. 
抗原連続変異は2003-2004年のインフルエンザの流行季節におけるフーチェン型インフルエンザAウイルス(H3N2)のアウトブレイクのように従来の流行季節よりも悪化させる原因となる。
抗原不連続変異(en:antigenic shift)は抗原連続変異と異なり、より大規模な抗原の変化である。同様に集団遺伝学において重要な概念である遺伝的浮動とも異なる。

## 引用文献
1. ↑  D. J. D. Earn, J. Dushoff, S. A. Levin (2002). “Ecology and Evolution of the Flu”. Trends in Ecology and Evolution 17:  334-340.
2. ↑  A. W. Hampson (2002). “Influenza virus antigens and antigenic drift”. In C. W. Potter. Influenza. Elsevier Science B. V.. pp. 49-86
3. ↑  R. M. Bush, W. M. Fitch, C. A. Bender, N. J. Cox (1999). “Positive selection on the H3 hemagglutinin gene of human influenza virus”. Molecular Biology and Evolution 16:  1457-1465.
4. ↑  W. M. Fitch, R. M. Bush, C. A. Bender, N. J. Cox (1997). “Long term trends in the evolution of H(3) HA1 human influenza type A”. Proceedings of the National Academy of Sciences USA 94:  7712-7718.
5. ↑  D. J. Smith, A. S. Lapedes, J. C. de Jong, T. M. Bestebroer, G. F. Rimmelzwaan, A. D. M. E. Osterhaus, R. A. M. Fouchier (2004). “Mapping the antigenic and genetic evolution of influenza virus”. Science 305:  371-376.